# Mike Blair
Pour les articles homonymes, voir Blair.

a Compétitions nationales et continentales officielles uniquement.

b Matchs officiels uniquement.
Dernière mise à jour le 7 janvier 2016.
Michael Robert Leighton Blair, né le 20 avril 1981 à Édimbourg (Écosse), est un joueur de rugby à XV évoluant au poste de demi de mêlée. Il compte 85 sélections avec l'équipe d'Écosse.

## Biographie
Il commence sa carrière lors de la saison 1996-1997 dans l'équipe écossaise d'Édimbourg Rugby avec laquelle il restera jusqu'à la saison 2011-2012 en participant à la Heineken Cup et Ligue Celtique.
Lors de la saison 2012-2013 il rejoint le CA Brive, descendu en Pro D2. Après avoir assuré la remontée en Top 14 il quitte le club corrézien pour le club anglais des Newcastle Falcons. 
Il a connu sa première cape internationale le 15 juin 2002 à l'occasion d’un match contre l'équipe du Canada.
Au début de sa carrière, il n'est pas titulaire au poste de demi de mêlée avec son équipe nationale. Après le départ du tôlier Bryan Redpath, est apparu un autre talent, Chris Cusiter, qui le barre au poste de titulaire mais il trouve une place de titulaire par la suite et prend même le capitanat à partir de 2008.

## Palmarès
- 85 sélections (au 17 novembre 2012)
- 35 points (7 essais)
- Sélections par années : 2 en 2002, 6 en 2003, 11 en 2004, 8 en 2005, 10 en 2006, 6 en 2007, 10 en 2008, 6 en 2009, 7 en 2010, 9 en 2011, 10 en 2012
- Tournois des Six Nations disputés: 2003, 2004, 2005, 2006, 2008, 2009, 2010, 2011, 2012.
- Participation à la coupe du monde : 2003, 2007 et 2011.

Il participe également à une tournée des Lions britanniques et irlandais en 2009 en Afrique du Sud, où il dispute trois rencontres mais ne participe à aucun test.